# Zamek Vlašim
Zamek Vlašim – pałac (zamek) w mieście Vlašim, w kraju środkowoczeskim, w Czechach na obszarze Masywu Czeskomorawskiego.
Pałac Vlašim został wzniesiony na cyplu rzeki Blanicí, na miejscu wybudowanego, prawdopodobnie w 1303 roku, a wymienionego w źródłach z 1318 roku, gotyckiego zamku, który w XVI w. został przebudowany na renesansowy pałac. W XIX wieku został przebudowany przez rodzinę Auersperg, i pozostał w ich rękach do 1945. W 1945 został znacjonalizowany. Obecnie w zamku mieści się Muzeum regionu Blaník, które obejmuje również wystawę o historii zamku i parku.